# Floristică

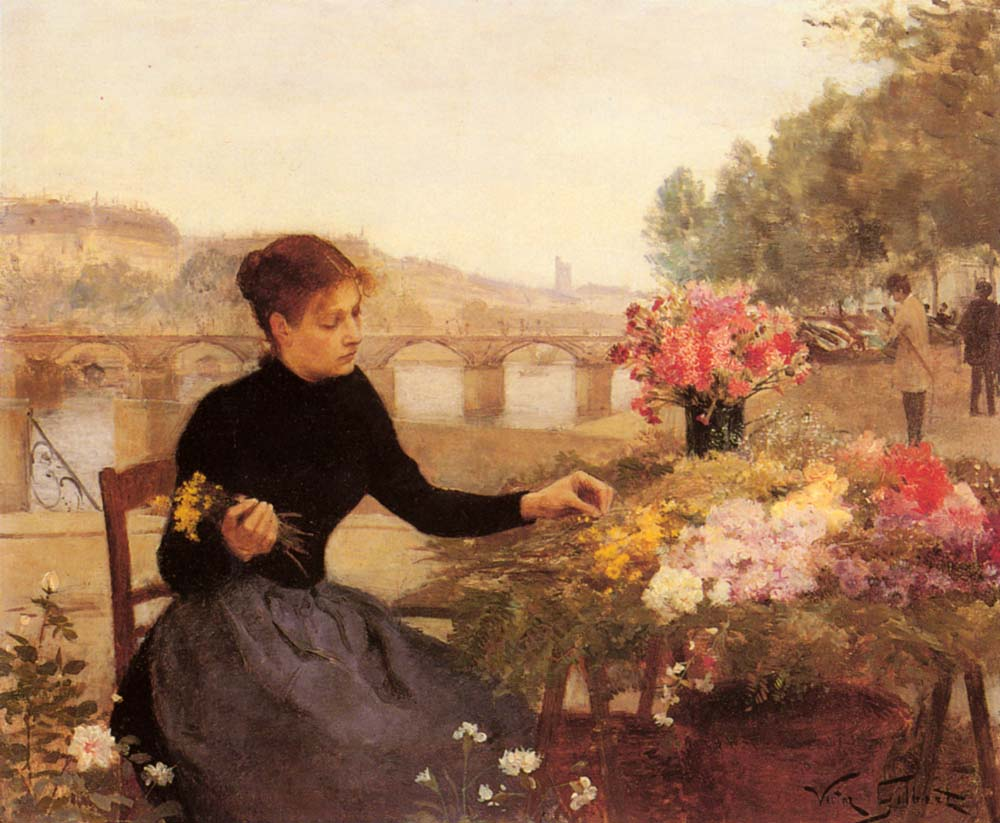
A Parisian Flower Market, pictură de Victor Gabriel Gilbert

Floristica reprezintă activitatea de producție și vânzare de flori. Floristica cuprinde îngrijirea florilor, design-ul, realizarea de aranjamente florale, prezentarea lor, vânzarea și livrarea florilor. În domeniul floristic, firmele de distribuție vând flori la vrac, în cantități foarte mari, iar florăriile vând flori și aranjamente florale. Clienții finali pot achiziționa aranjamentele florale din florării, magazine online, supermarketuri sau magazine specializate.

## Istoric
Cele mai vechi aranjamente florale menționate documentar au fost realizate în Egiptul Antic, în jurul anului 2.500 î. Hr. Egiptenii au fost primii care au tăiat florile într-un mod estetic și le-au organizat în aranjamente florale în vase, pentru a decora locurile în care locuiau. Tot egiptenii sunt primii negustori de flori. La înmormântări, procesiuni  religioase sau pentru decorațiuni, egiptenii apelau la oameni specializați în aranjamente florale. Acești floriști se ocupau de selectarea unor flori cu valoare simbolică potrivită, inclusiv din punct de vedere religios. Pentru ghirlandele de flori purtate în cadrul înmormântărilor, se vindeau foarte multe flori.
În culturile greacă și romană s-au folosit pentru prima oară ierburi și ramuri de măslin în realizarea aranjamentelor florale. Floarea preferată a romanilor a fost trandafirul. Mesele romanilor erau, de multe ori, împodobite cu aranjamente realizate de trandafiri. Grație parfumului foarte puternic al trandafirilor, masa era numită și ”Ora Trandafirului”.
Designul floral reprezintă ara creării de aranjamente florale fie în vaze, boluri, coșuri sau alte recipiente, fie ca buchete și alte compoziții din flori, plante și iarbă ornamentală. În limba română, termenii ”design floral” și ”floristică” sunt considerați sinonime. 
Educația formală și informală reprezintă un segment cheie al industriei de florării. Floriștii experimentați susțin cursuri în cadrul cărora împărtășesc din experiența lor cursanților interesați de design-ul floral, fie ca hobby fie profesional. Aceste cursuri sunt organizate în România în mediul privat și mai puțin sub umbrela unor instituții de învățământ.
Aranjamentele florale în  Europa
Aranjamentele florale ajung în Europa în jurul anului 1000 d. Hr.. În prima etapă au fost foarte populare în biserici și mănăstiri, după care s-au extins spre ornarea meselor și decorarea bisericilor. Pe măsură ce cruciații s-au întors din Orientul Mijlociu, au adus cu ei plante noi și interesante. În consecință, țările europene au început să folosească plante care le erau necunoscute anterior.
Evul mediu (476 – 1400 d. Hr.)
În această epocă, călugării erau renumiți pentru grădinile cu ierburi și flori sălbatice. În cea mai târzie parte a perioadei gotice, florile au atins un rol mai dominant, cum ar fi florile care apar pe picturile de pe altar si manuscrise.
Un aspect important al vietii mănăstirii era existența unei grădini de plante medicinale, care să furnizeze medicului produsele farmaceutice necesare pentru tratamenele sale. Sa crezi doar in puterea plantelor , fără referire la creatorul lor [Dumnezeu] era, totuși, considerat ca nepotrivit pentru un creștin . Pentru că Dumnezeu "face ierburiele să crească", utilitatea lor medicală este fundamental spirituală . În plus, multe plante au fost folosite de călugări și creștini, în general, în ritualuri sacre și ceremonii. 

## Deficitul de personal în domeniul floristic, în România
Potrivit unei analize de piață citată de Televiziunea Română în anul 2019, în România, deficitul de personal calificat în domeniul floral este de 10.000 de floriști: ”În prezent, peste 8.000 de firme din toată țara își împart evenimentele de la care nu lipsesc aranjamentele de flori cu dichis. Patronii se plâng de lipsa floriștilor, mai puțini cu 10.000 în acest moment față de nevoile reale.” 